# Argentina i olympiska sommarspelen 1972
Argentina deltog med 92 deltagare vid de olympiska sommarspelen 1972 i München. Totalt vann de en silvermedalj.

## Medaljer

### Silver
- Alberto Demiddi - Rodd, Herrarnas singelsculler